# ベアトリクス・フォン・ホーエンシュタウフェン
ベアトリクス・フォン・ホーエンシュタウフェン（Beatrix von Hohenstaufen）またはベアトリクス・フォン・シュヴァーベン（Beatrix von Schwaben, 1198年4月/6月 - 1212年8月11日）は、神聖ローマ皇帝オットー4世の皇后。

## 生涯
父はシュヴァーベン公・神聖ローマ皇帝フィリップ、母は東ローマ皇女イレーネー・アンゲリナ。妹エリーザベトはカスティーリャ王フェルナンド3世の妃。
1208年の父の暗殺後、父の競争相手だったオットーが神聖ローマ皇帝に選ばれ、その地位をより強固にするため、1209年に先帝の娘であるベアトリクスと婚約した。
1212年7月22日結婚。オットー37歳、ベアトリクスは14歳だった。結婚後間もなく病となり、結婚から19日たった同年8月11日に亡くなった。子供はなかった。

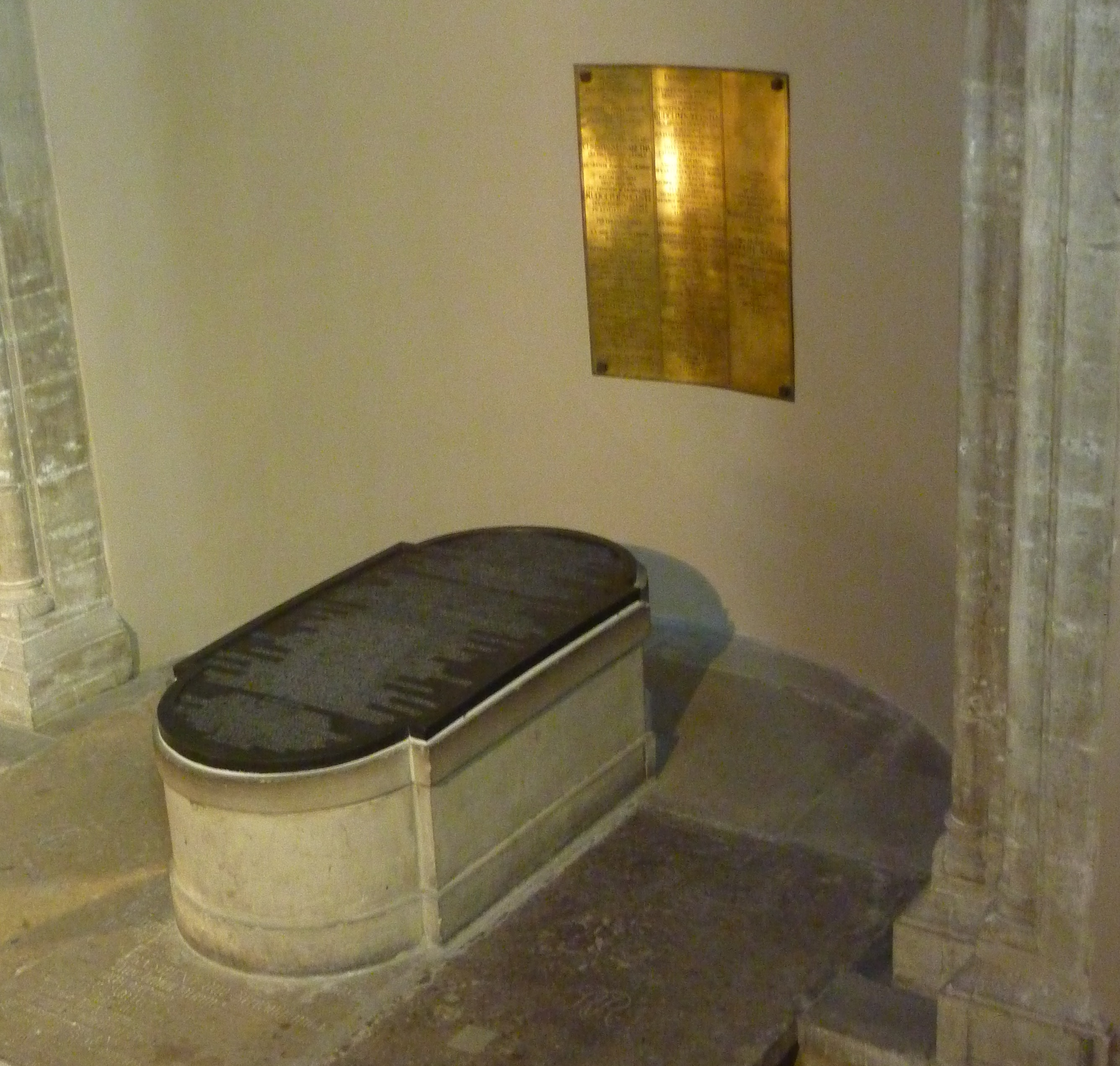
ブラウンシュヴァイガー・ドムにあるベアトリクスの墓所